# Rhypholophus fumatus
Rhypholophus fumatus är en tvåvingeart som beskrevs av Doane 1900. Rhypholophus fumatus ingår i släktet Rhypholophus och familjen småharkrankar. Inga underarter finns listade i Catalogue of Life.